# Vũ trụ hoạt động thế nào
Vũ trụ hoạt động thế nào (tiếng Anh: How the Universe Works) là loạt phim ngắn truyền hình nhiều tập phát sóng lần đầu trên kênh Discovery Channel từ ngày 25 tháng 4 năm 2010 đến ngày 24 tháng 5 cùng năm. Mùa đầu tiên, thứ ba và thứ tư được thuyết minh bởi Mike Rowe, còn riêng mùa thứ hai là Erik Todd Dellums. Mùa đầu tiên được phát hành trên đĩa Blu-ray ngày 28 tháng 2 năm 2012. Mùa thứ hai của bộ phim chuyển sang phát sóng trên kênh Science, gồm 8 tập. Mùa thứ hai này phát sóng từ ngày 11 tháng 7 năm 2012 đến ngày 29 tháng 8 cùng năm. Mùa thứ ba phát sóng từ ngày 9 tháng 7 năm 2014 đến ngày 3 tháng 9 cùng năm. Và mùa thứ tư được công chiếu ngày 14 tháng 7 năm 2015, nằm trong chương trình Space Week của kênh Science, nhằm ghi nhận sự kiện vệ tinh nhân tạo New Horizons bay ngang Sao Diêm Vương.

## Danh sách tập phim

### Mùa 1
| Tập # | Tên tập               | Đạo diễn        | Ngày phát sóng chính thức |
| ----- | --------------------- | --------------- | ------------------------- |
| 1     | "Big Bang"            | Louise V. Say   | 25 tháng 4 năm 2010       |
| 2     | "Black Holes"         | Peter Chinn     | 2 tháng 5 năm 2010        |
| 3     | "Alien Galaxies"      | Louise V. Say   | 10 tháng 5 năm 2010       |
| 4     | "Stars"               | Peter Chinn     | 10 tháng 5 năm 2010       |
| 5     | "Supernovas"          | Shaun Trevisick | 17 tháng 5 năm 2010       |
| 6     | "Extreme Planets"     | Lorne Townend   | 17 tháng 5 năm 2010       |
| 7     | "Alien Solar Systems" | Lorne Townend   | 24 tháng 5 năm 2010       |
| 8     | "Alien Moons"         | Shaun Trevisick | 24 tháng 5 năm 2010       |

### Mùa 2
| Tập # | Tên tập                                   | Đạo diễn      | Ngày phát sóng chính thức |
| ----- | ----------------------------------------- | ------------- | ------------------------- |
| 1     | "Volcanoes - The Furnaces Of Life"        | Alex Hearle   | 11 tháng 7 năm 2012       |
| 2     | "Megastorms - The Winds Of Creation"      | Alex Hearle   | 18 tháng 7 năm 2012       |
| 3     | "Exoplanets - Planets From Hell"          | Kate Dart     | 25 tháng 7 năm 2012       |
| 4     | "Megaflares - Cosmic Firestorms"          | Kate Dart     | 1 tháng 8 năm 2012        |
| 5     | "Extreme Orbits - Clockwork And Creation" | Adam Warner   | 8 tháng 8 năm 2012        |
| 6     | "Comets - Frozen Wanderers"               | Adam Warner   | 15 tháng 8 năm 2012       |
| 7     | "Asteroids - Worlds That Never Were"      | George Harris | 22 tháng 8 năm 2012       |
| 8     | "Birth of the Earth"                      | George Harris | 29 tháng 8 năm 2012       |

### Mùa 3
| Tập # | Tên tập                                 | Đạo diễn | Ngày phát sóng chính thức |
| ----- | --------------------------------------- | -------- | ------------------------- |
| 1     | "Journey from the Center of the Sun"    | TBA      | 9 tháng 7 năm 2014        |
| 2     | "The End of the Universe"               | TBA      | 16 tháng 7 năm 2014       |
| 3     | "Jupiter: Destroyer or Savior?"         | TBA      | 23 tháng 7 năm 2014       |
| 4     | "First Second of the Big Bang"          | TBA      | 30 tháng 7 năm 2014       |
| 5     | "Is Saturn Alive?"                      | TBA      | 6 tháng 8 năm 2014        |
| 6     | "Weapons of Mass Extinction"            | TBA      | 13 tháng 8 năm 2014       |
| 7     | "Did a Black Hole Build the Milky Way?" | TBA      | 20 tháng 8 năm 2014       |
| 8     | "Our Voyage to the Stars"               | TBA      | 27 tháng 8 năm 2014       |
| 9     | "The Search for a Second Earth"         | TBA      | 3 tháng 9 năm 2014        |

### Mùa 4
| Tập # | Tên tập                           | Đạo diễn | Ngày phát sóng chính thức |
| ----- | --------------------------------- | -------- | ------------------------- |
| 1     | "How the Universe Built Your Car" | TBA      | 14 tháng 7 năm 2015       |
| 2     | "Earth: Venus's Evil Twin"        | TBA      | 21 tháng 7 năm 2015       |
| 3     | "Monster Black Hole"              | TBA      | 28 tháng 7 năm 2015       |
| 4     | "Edge of the Solar System"        | TBA      | 4 tháng 8 năm 2015        |
| 5     | "Dawn of Life"                    | TBA      | 11 tháng 8 năm 2015       |
| 6     | "Secret History of the Moon"      | TBA      | 18 tháng 8 năm 2015       |
| 7     | "The First Oceans"                | TBA      | 25 tháng 8 năm 2015       |
| 8     | "Forces of Mass Construction"     | TBA      | 1 tháng 9 năm 2015        |
| 9     | "The Planet of Nightmares"        | TBA      | 1 tháng 9 năm 2015        |